# St. Georgen im Schwarzwald
St. Georgen im Schwarzwald ist eine Stadt im südlichen Schwarzwald in Baden-Württemberg. Ihr Ursprung geht auf ein Benediktinerkloster zurück. Die Stadt ist nach Villingen-Schwenningen, Donaueschingen und Bad Dürrheim die viertbevölkerungsreichste Gemeinde im Schwarzwald-Baar-Kreis.

## Geographie

### Geographische Lage
Das Gebiet der Stadt liegt auf einer Höhe von 800 bis 1000 m ü. NN. Der größte Anteil der Stadtfläche von knapp 60 km² besteht aus Wald und Feldern.
St. Georgen befindet sich an der Rhein-Donau-Wasserscheide, die bei Sommerau die B33 quert, und ist somit Teil der Europäischen Wasserscheide zwischen der Nordsee und dem Schwarzen Meer. Die Lage der Stadt wird deshalb schon seit dem Mittelalter (Klostergründung) als „Scheitel Alemanniens“ bezeichnet. Auf dem Brogen (3 km nördlich, ca. 895 m) zweigt die Wasserscheide zwischen Rhein und Neckar ab, sodass hier der wohl wichtigste Wasserscheidepunkt Baden-Württembergs ist. Die Brigach, die ein Quellfluss der Donau ist, entspringt auf der Gemarkung St. Georgens.

### Stadtgliederung
St. Georgen im Schwarzwald besteht neben der Kernstadt aus fünf Stadtteilen.
| Stadtteil       | Wappen                     | Eingemeindung | Einwohner |
| --------------- | -------------------------- | ------------- | --------- |
| Brigach         | Wappen von Brigach         | 01.01.1972    | 0893      |
| Langenschiltach | Wappen von Langenschiltach | 01.07.1973    | 0569      |
| Oberkirnach     | Wappen von Oberkirnach     | 01.02.1974    | 0228      |
| Peterzell       | Wappen von Peterzell       | 01.04.1974    | 1471      |
| Stockburg       | Wappen von Stockburg       | 01.04.1974    | 0082      |

Die offizielle Benennung der Stadtteile erfolgt mit Ausnahme von St. Georgen im Schwarzwald – Stadt durch vorangestellten Namen der Stadt. Das Stadtgebiet mit Ausnahme des Stadtteils St. Georgen im Schwarzwald – Stadt besteht aus fünf Ortschaften im Sinne der baden-württembergischen Gemeindeordnung mit jeweils eigenem Ortschaftsrat und Ortsvorsteher als dessen Vorsitzenden. Die Stadtteile Brigach, Brigach-Sommerau und Brigach-Stockwald werden zur Ortschaft Brigach zusammengefasst, die restlichen Stadtteile bilden jeweils zugleich eine Ortschaft.
Im Stadtgebiet St. Georgens im Schwarzwald vor der Gemeindereform der 1970er Jahre liegt die abgegangene Ortschaft Huphenhus.
Die Stadtteile von St. Georgen sind eher ländlich geprägt und haben dörflichen Charakter.
Der größte Stadtteil ist Peterzell, der inzwischen mit St. Georgen fast „verwachsen“ ist. Außerdem befindet sich in Peterzell ein eigenes Gewerbegebiet, welches seit 2000 in der Nähe von Königsfeld erbaut wurde. Der Stadtteil Peterzell befindet sich direkt an der Bundesstraße 33 zwischen St. Georgen (Kernstadt) und Mönchweiler.
Der Stadtteil mit den zweitmeisten Einwohnern ist Brigach, auf dessen Gemarkung der gleichnamige Fluss entspringt. Zu Brigach gehören der Ortsteil Sommerau sowie ein Teil des Stockwaldes. Der drittgrößte Stadtteil ist Langenschiltach und ist sehr ländlich geprägt. Der zweitkleinste Stadtteil ist Oberkirnach, in dem sich die meisten Wintersportmöglichkeiten befinden. Der kleinste Stadtteil ist Stockburg, der sich im Groppertal, durch das die Brigach fließt, befindet.

### Nachbargemeinden
Nachbargemeinden der Stadt St. Georgen im Schwarzwald (alphabetisch geordnet) sind, soweit nicht anders vermerkt alle im Schwarzwald-Baar-Kreis:
| - Furtwangen - Triberg im Schwarzwald - Schramberg im Landkreis Rottweil - Königsfeld im Schwarzwald | - Mönchweiler - Villingen-Schwenningen - Unterkirnach - Vöhrenbach |

### Schutzgebiete
In St. Georgen liegen die Landschaftsschutzgebiete Harzloch und Hirzwald-Lägerfelsen. Darüber hinaus hat St. Georgen Anteile am FFH-Gebiet Baar, Eschach und Südostschwarzwald und am Vogelschutzgebiet Mittlerer Schwarzwald. St. Georgen liegt zudem im Naturpark Südschwarzwald.

## Geschichte
In den Anfang des Investiturstreits (1075–1122) fällt die Gründung eines Benediktinerklosters auf dem „Scheitel Alemanniens“ (vertex Alemanniae) im Schwarzwald: Das Kloster Sankt Georgen, an der Quelle der Brigach gelegen, war ein Resultat des Zusammengehens von schwäbischem Adel und kirchlicher Reformpartei, eindrucksvoll repräsentiert durch die Klostergründer Hezelo und Hesso und den Abt und Klosterreformer Wilhelm von Hirsau (1069–1091). Statt des zunächst in Betracht gezogenen oberschwäbischen Königseggwald wurde auf Betreiben Wilhelms St. Georgen als Ort der Klostergründung ausgewählt. Mit der Besiedlung St. Georgens durch Hirsauer Mönche im Frühjahr und Sommer 1084 und der Weihe der Klosterkapelle am 24. Juni 1085 begann die Geschichte des Schwarzwaldklosters, das während des 12. Jahrhunderts Reformmittelpunkt des Benediktinertums in Elsass, Lothringen, Schwaben und Bayern war. 
Im Dreißigjährigen Krieg (1618–1648) kam es zur Zerstörung von Klosterkirche und -gebäuden am 13. Oktober 1633. Das Kloster in St. Georgen wurde danach nicht wieder aufgebaut, und die katholische Mönchsgemeinschaft blieb auf Villingen beschränkt. 1704 fielen die Franzosen im Zuge des Spanischen Erbfolgekrieges in St. Georgen ein, wobei es zu einigen Zerstörungen kam und auch die Kirchenbücher verloren gingen. Villingen wurde im Rahmen der napoleonischen Neuordnung Südwestdeutschlands 1805 württembergisch, ein Jahr später badisch. Nun ereilte das Kloster das Schicksal der Säkularisation. Klösterliches Inventar gelangte nach Stuttgart, während die Badener die Aufhebung der Mönchsgemeinschaft und die Übernahme des restlichen klösterlichen Eigentums verfügten (1806).

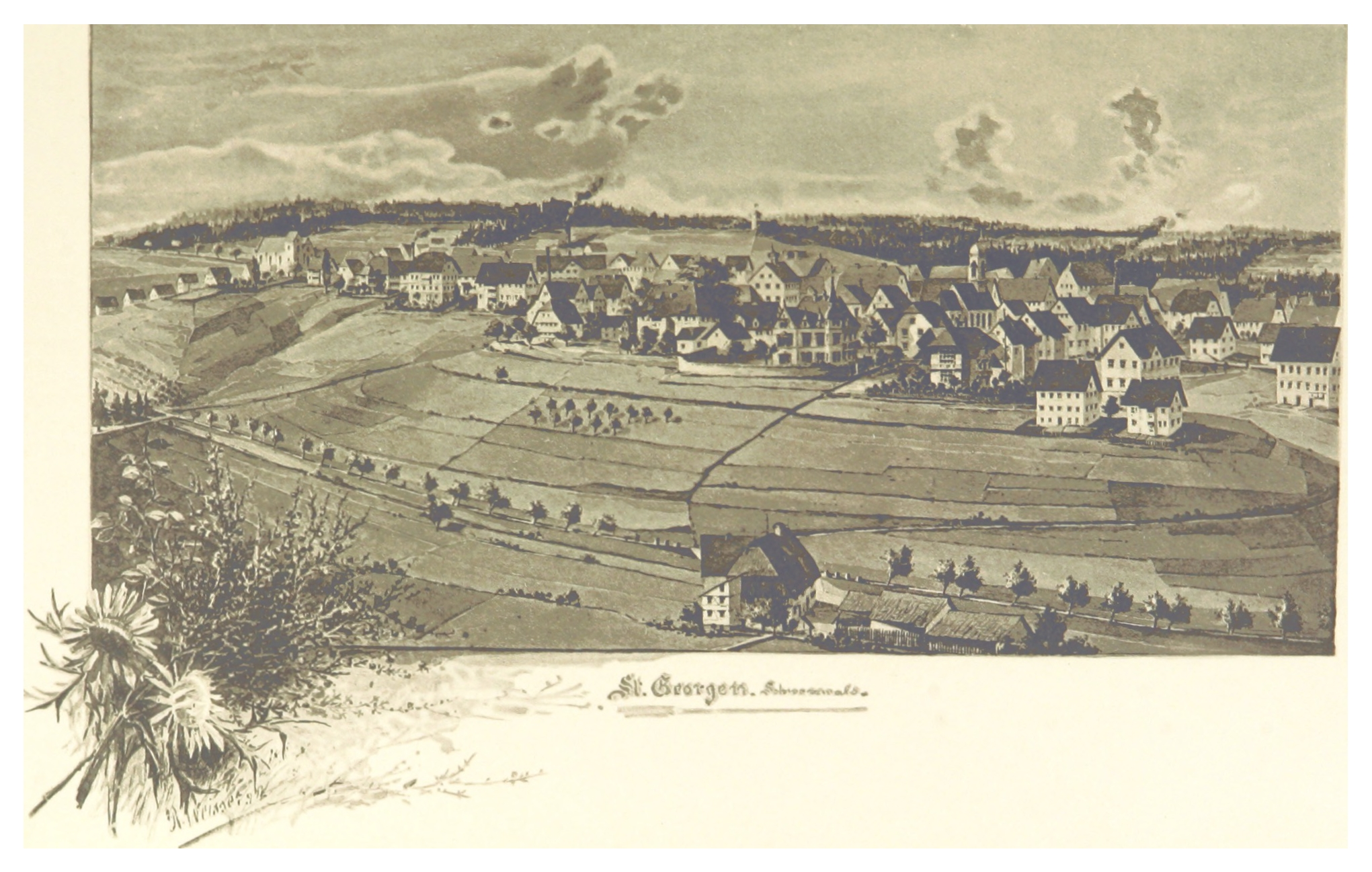
Stadtansicht von St. Georgen (um 1890)

1810 wurde der Ort St. Georgen selbst im Grenzvertrag zwischen Württemberg und Baden badisch. 1891 erhielt der Ort vom Großherzog von Baden das Stadtrecht. 
Den Namensbestandteil im Schwarzwald trägt die Stadt seit dem 22. Oktober 1962. Im Zuge der Gemeindegebietsreform in Baden-Württemberg wurde am 1. Januar 1972 die bis dahin selbstständige Gemeinde Brigach eingemeindet. Am 1. Juli 1973 folgte die Eingemeindung von Langenschiltach, am 1. Februar 1974 die von Oberkirnach. Die beiden Gemeinden Peterzell und Stockburg wurden am 1. April 1974 eingemeindet.

## Bevölkerung

### Einwohnerstatistik
St. Georgen im Schwarzwald hat rund 13.000 Einwohner. Über 12 Prozent der Bevölkerung haben nicht die deutsche Staatsbürgerschaft. Den größten Anteil bilden hierbei Italiener (ca. 560), gefolgt von Zuwanderern aus Ex-Jugoslawien (ca. 470), Türken (ca. 190) und Spaniern (über 60).

### Konfessionsstatistik
Gemäß dem Zensus 2011 waren 41,9 % der Einwohner evangelisch, 33,2 % römisch-katholisch und 24,9 % waren konfessionslos, gehörten einer anderen Religionsgemeinschaft an oder machten keine Angabe. Die Anteile der Katholiken und der Protestanten sind seitdem gesunken. Von den 13.156 Einwohnern (Stand 31. Dezember 2020) bekannten sich 33,9 % zum protestantischen, 31,4 % zum katholischen Glauben und 34,5 % waren konfessionslos oder Sonstige.

## Politik

### Gemeinderat
Bis zur Gemeinderatswahl 1999 galt die Unechte Teilortswahl. Das Stadtgebiet war entsprechend in die drei Wohnbezirke im Sinne der baden-württembergischen Gemeindeordnung Wohnbezirk Langenschiltach, Wohnbezirk Peterzell und Wohnbezirk übriges Stadtgebiet gegliedert.
Die Kommunalwahl vom 9. Juni 2024 führte bei einer Wahlbeteiligung von 55,5 % (- 0,4 %) zu folgendem Ergebnis:
| Partei/Liste               | 2024   | 2024   | 2019   | 2019   |
| Partei/Liste               | Anteil | Sitze  | Anteil | Sitze  |
| -------------------------- | ------ | ------ | ------ | ------ |
| Freie Wähler               | 31,3 % | 7      | 30,8 % | 7      |
| CDU                        | 19,4 % | 5      | 20,4 % | 4      |
| SPD                        | 15,0 % | 3      | 21,0 % | 5      |
| FDP                        | 14,7 % | 3      | 13,0 % | 3      |
| Grüne Liste                | 14,2 % | 3      | 14,8 % | 3      |
| Initiative für St. Georgen | 5,2 %  | 1      | −      | −      |
| Wahlbeteiligung            | 55,5 % | 55,5 % | 55,9 % | 55,9 % |

### Bürgermeister
Bürgermeister ist seit 2008 Michael Rieger (Freie Wähler). Er wurde im Juni 2016 mit 98,6 Prozent der Stimmen und im Mai 2024 mit 99,1 Prozent der Stimmen im Amt bestätigt.

### Wappen und Flagge
| | | \| \| Blasonierung: „In Rot auf golden gezäumtem silbernen Pferd linkshin reitend der golden gerüstete heilige Georg, mit der Rechten dem auf dem Rücken liegenden grünen Drachen die schwarze Lanze in den Hals stoßend.“[12] \| \| Wappenbegründung: Das redende Wappen zeigt den heiligen St. Georg beim Töten des Drachens. Das älteste Siegel der Stadt aus dem frühen 19. Jahrhundert zeigt das Wappen Badens, wobei sich in der unteren Hälfte die Komposition des Heiligen und des Drachens befindet. Der Heilige wird als gehender Ritter, einen Schild mit Kreuz haltend, gezeigt. Nachdem St. Georgen Stadtrechte gewährt worden waren, wurde der badische Schrägbalken entfernt und das derzeitige Wappen entwickelt. Das Stadtwappen wurde am 15. August 1958 vom Innenminister Baden-Württembergs genehmigt. Der rot über weiß quergestreiften Bannerflagge ist das Stadtwappen mittig aufgelegt. \| \| |
| | Blasonierung: „In Rot auf golden gezäumtem silbernen Pferd linkshin reitend der golden gerüstete heilige Georg, mit der Rechten dem auf dem Rücken liegenden grünen Drachen die schwarze Lanze in den Hals stoßend.“ | |
| Wappenbegründung: Das redende Wappen zeigt den heiligen St. Georg beim Töten des Drachens. Das älteste Siegel der Stadt aus dem frühen 19. Jahrhundert zeigt das Wappen Badens, wobei sich in der unteren Hälfte die Komposition des Heiligen und des Drachens befindet. Der Heilige wird als gehender Ritter, einen Schild mit Kreuz haltend, gezeigt. Nachdem St. Georgen Stadtrechte gewährt worden waren, wurde der badische Schrägbalken entfernt und das derzeitige Wappen entwickelt. Das Stadtwappen wurde am 15. August 1958 vom Innenminister Baden-Württembergs genehmigt. Der rot über weiß quergestreiften Bannerflagge ist das Stadtwappen mittig aufgelegt. | | |

### Städtepartnerschaften
St. Georgen unterhält partnerschaftliche Beziehungen zu
- Saint-Raphaël, Region Côte d’Azur in Frankreich seit 1972,
- Scandale, Region Kalabrien in Italien seit 1990,
- Vesilahti, Region Pirkanmaa (Westfinnland) in Finnland seit 2002 und
- Museros, Region Valencia in Spanien seit 2006.

Träger der Städtepartnerschaften sind im Wesentlichen Schulen, Vereine und Orchester:
- Saint-Raphaël: Gymnasium und Jugendsinfonieorchester
- Scandale: Italienischer Verein und das Jugendorchester der Stadtmusik
- Vesilahti: Realschule und Jugendsinfonieorchester
- Museros: Stadtmusik St. Georgen

## Kultur und Sehenswürdigkeiten

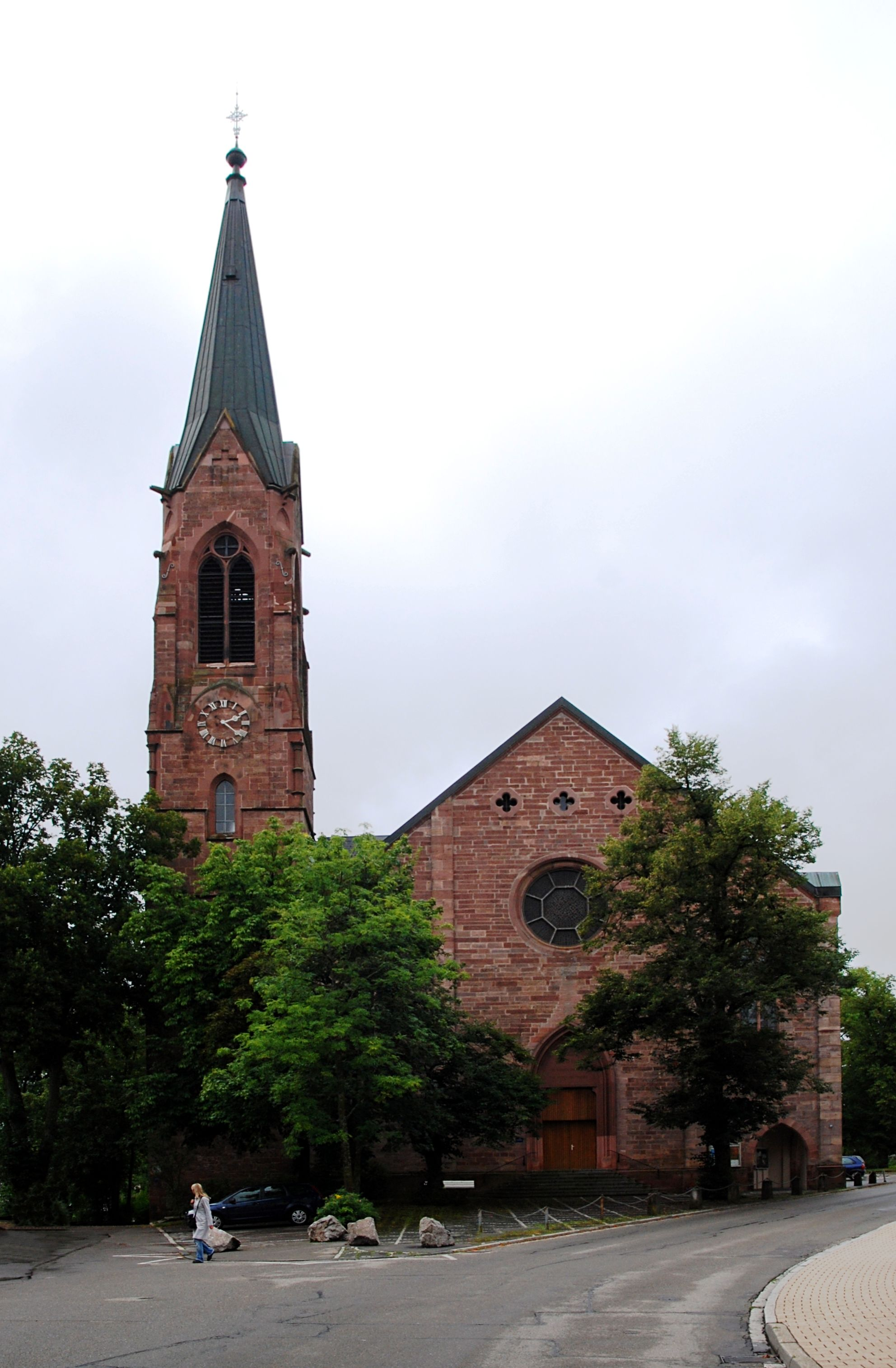
Lorenzkirche

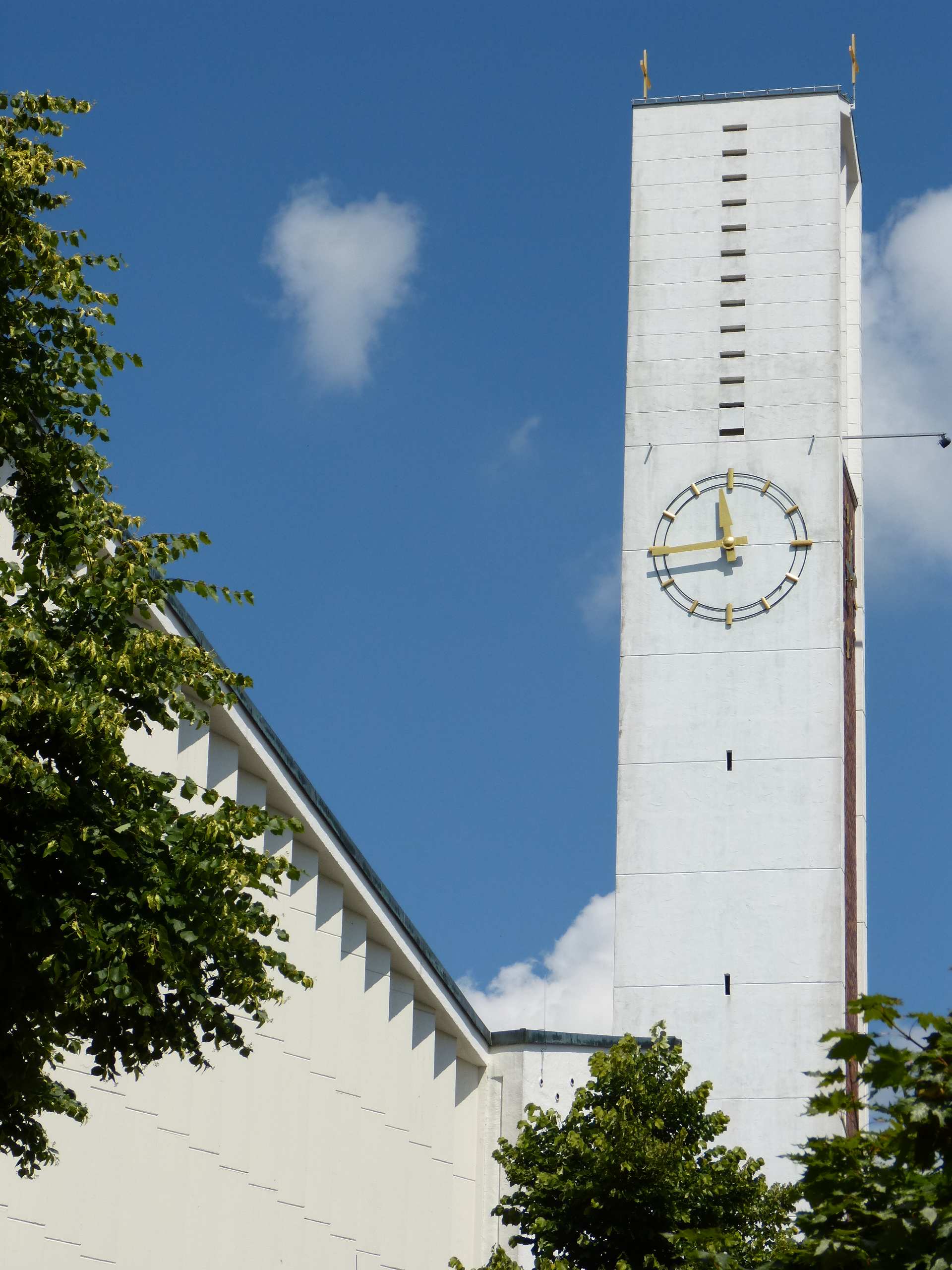
St. Georg

### Museen
- Das Deutsche Phonomuseum beschäftigt sich mit der Geschichte der Uhren- und Unterhaltungselektronikindustrie in St. Georgen, die im 20. Jahrhundert ihre Blütezeit durch Haller, Kundo, Staiger, Perpetuum Ebner und Dual erlebte. Das Phonomuseum wurde am 15. Juli 2011 neu eröffnet und befindet sich nun im ehemaligen Kaufhaus „Brigau“ am Bärenplatz.
- Das Heimatmuseum „Schwarzes Tor“ beschäftigt sich mit der Geschichte des Lebens im 18. und 19. Jahrhundert. Es zeigt unter anderem eine Uhrmacherwerkstatt und eine Uhrensammlung aus dem 17. bis 19. Jahrhundert.
- Der Kunstraum Grässlin enthält die Grässlin-Sammlung. Sie gehört zu den größten (privaten) Kunstsammlungen der Modernen Kunst in Europa. Das Museum wurde Mitte Juni 2006 eröffnet.
- Auch die Kobisenmühle bei Oberkirnach zählt zu den St. Georgener Museen, die die Arbeitsweise einer Bauernmühle zeigt.

### Bauwerke
- Zu den historischen Sehenswürdigkeiten St. Georgens zählen die mittelalterlichen und frühneuzeitlichen Klostersteine des Lapidarium. Die Steinesammlung geht bis auf das Jahr 1867 zurück und wurde erst im Jahr 2002 durch den Bau einer Galerie im Klosterhof in eine Art Museum umgewandelt. Die Steine der Klostermauer sind der einzige sichtbare Rest des Klosters.
- Der Bahnhof der Stadt ist der höchstgelegene Bahnhof der Schwarzwaldbahn mit einer Höhe von 806 Metern über NN, einer Eisenbahnstrecke mit insgesamt 39 Tunneln.
- Die Uhrenfabrik Staiger ist ein Industriedenkmal. In der hundertjährigen Firmengeschichte wurden nicht nur Uhren hergestellt. Kurz nach dem Ersten Weltkrieg begann die 1898 gegründete Firma Gebrüder Staiger, Karbidlampen zu produzieren. Im Zweiten Weltkrieg stellte sie unter anderem Fahrwerke für das Flugzeug Fieseler Storch her. 2000 kam mit dem Konkurs das Aus. 2009 hat der Unternehmer Jörg Wisser das Staiger-Areal erworben. Seither wurde dort ein Museum eingerichtet (Oldtimer, Spielzeug) und der Verein Forum am Bahnhof – Kultur und Technik gegründet.[13]
- Lorenzkirche (1867, neugotisch), evangelisch
- St. Georg (1961), römisch-katholisch
- Die Güterhalle war Baden-Württembergs Denkmal des Monats im Juni 2015.[14]

## Wirtschaft und Infrastruktur
In St. Georgen existieren Betriebe der Feinwerktechnik, Uhrentechnik, daneben gibt es ein Softwarezentrum. Der Ort liegt direkt an der Deutschen Uhrenstraße. Viele ansässige Unternehmen sind aus der Uhrenindustrie hervorgegangen. Die Spuren einiger ehemaliger großen Uhrenhersteller sind noch bis heute im Stadtbild sichtbar und der Unternehmenslandschaft verwurzelt.
Das bedeutendste heute existierende Unternehmen ist die Papst Motoren GmbH.

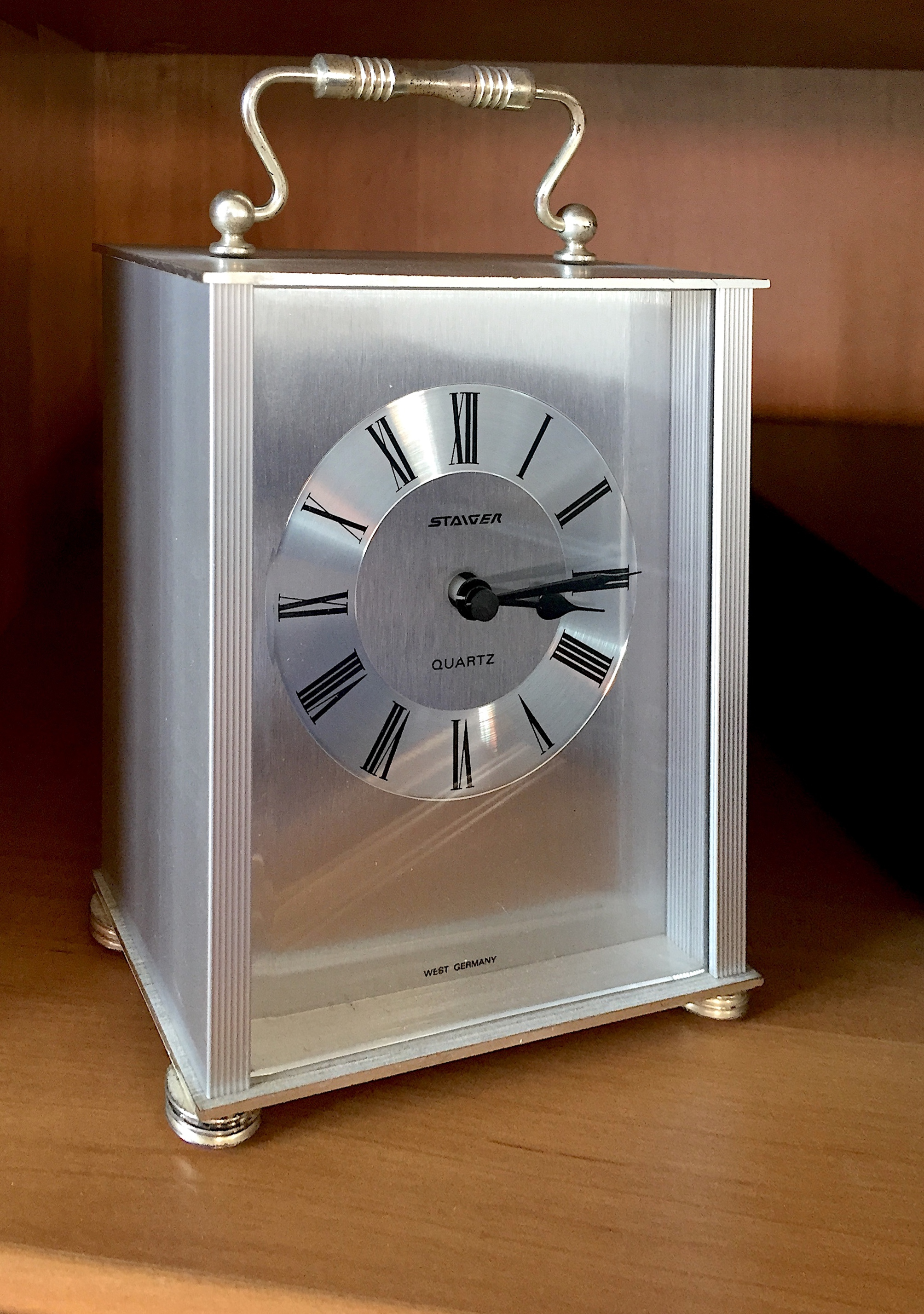
Staiger Uhr aus St. Georgen

### Ehemalige, bekannte Unternehmen
- Perpetuum-Ebner, ehemaliger Hersteller von Schallplattenspielern und Plattenwechslern
- Dual, ehemaliger Hersteller von Schallplattenspielern und Hi-Fi Komponenten. Schallplattenspieler werden heute von der ebenfalls in St. Georgen ansässigen Alfred Fehrenbacher GmbH hergestellt.
- Gebr. Heinemann Maschinenfabriken, Maschinenbau
- Kieninger & Obergfell. Fabrik für Feinwerktechnik, Uhren, Elektronik mit der UhrenmarkenKundo[15]
- Staiger (Uhren)
- Haller, ehemaliger Hersteller von Uhren und technischen Laufwerken

### Staatliche Schulen in St. Georgen
- Thomas-Strittmatter-Gymnasium: Einziges Gymnasium in St. Georgen auf dem Roßberg im Bildungszentrum; benannt nach dem St. Georgener Schriftsteller Thomas Strittmatter; feierte gemeinsam mit der Realschule St. Georgen im Jahr 2003 den 100. Geburtstag der Weiterführenden Schulen in St. Georgen; Schüler kommen aus ganz St. Georgen, Tennenbronn und anderen Nachbarorten.
- Realschule St. Georgen: Einzige Realschule in St. Georgen auf dem Roßberg im Bildungszentrum.
- Robert-Gerwig-Schule: Älteste und größte Schule von St. Georgen; benannt nach Robert Gerwig, dem Erbauer der Schwarzwaldbahn; Grund- und Werkrealschule mit Grundschulförderklasse. Die Schule ist eine pädagogisch ausgerichtete Ganztagesschule mit erziehendem Mensabetrieb.
- Rupertsbergschule: Grundschule am St. Georgener Rupertsberg: Schüler kommen aus den „Stadtteilen“ Seebauernhöhe, Rupertsberg und Langenschiltach.
- Grundschule Peterzell: Grundschule im Stadtteil Peterzell: Schüler kommen aus Peterzell und Stockburg.
- Förderschule St. Georgen: Einzige Förderschule in St. Georgen; Schule ist direkt neben der Rupertsbergschule.

### Verkehr

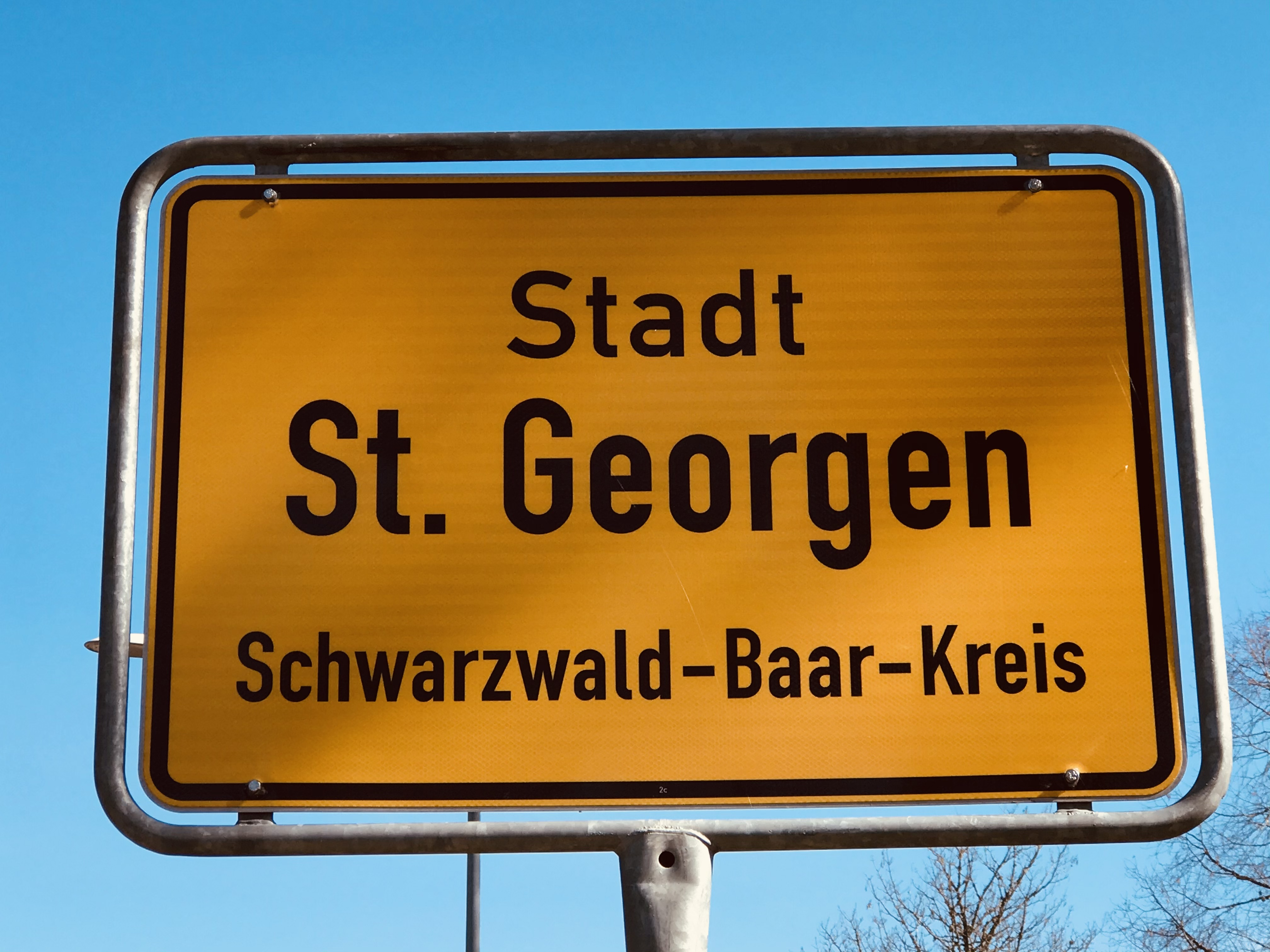
St. Georgener Ortseingangsschild

St. Georgen ist mit der Bundesstraße 33 an das deutsche Straßennetz angeschlossen. In etwa 20 Minuten ist die Bundesautobahn 81 bei Schwenningen von St. Georgen über die B 33 zu erreichen. 
St. Georgen liegt an der Badischen Schwarzwaldbahn. In einer Stunde kann mit dem Zug der Bahnhof Offenburg erreicht werden, von dem ICE-Verbindungen in viele Großstädte führen.
Durch eine Alltagsroute aus dem Radnetz Baden-Württemberg ist St. Georgen mit Villingen und mit Triberg verbunden. Künftig soll die Route über Hornberg nach Hausach weiterführen.
Der nächstgelegene Regionalflughafen ist der Flugplatz Schwenningen am Neckar, der etwa 18 Kilometer südöstlich von St. Georgen liegt. Größere Flughäfen befinden sich jeweils in Friedrichshafen (ca. 100 km südöstlich), Stuttgart (ca. 90 km nordöstlich) und dem schweizerischen Basel (ca. 85 km südwestlich), die von St. Georgen in etwa einer Stunde zu erreichen sind.

### Sport
In St. Georgen gibt es über 40 Sportvereine. Der größte unter ihnen ist der Turnverein 1863 St.Georgen e. V. mit 1893 Mitgliedern (Stand 2008). Außerdem gibt es fünf kleinere Skilifte, die in der Wintersaison von Wintersportlern genutzt werden können. Im Winter gibt es des Weiteren um die Kernstadt herum mehrere Kilometer Loipen, die im Sommer als Strecken für Nordic Walking, Mountainbiking oder Jogging dienen Auf 900 Meter Höhe befindet sich St. Georgens Sport- und Bildungszentrum (inklusive des 2016 sanierten Hallenbads), in unmittelbarer Nähe von Deutschlands höchstgelegenem Stadion und zwei weiteren Fußballplätzen. Im angrenzenden Hochwald befindet sich auch die Tennishalle sowie 6 Tennisplätze und ein Trimm-dich-Pfad. Am Naturschwimmbad Klosterweiher existiert einer der größten saisonalen Skateparks Süddeutschlands. Im Winter werden die Geräte des Skateparks abmontiert, um die Fläche anderweitig als Eislauffläche nutzen zu können.

### Zentrale Sportveranstaltung
An der Sanktgeorgiade beteiligen sich eine Vielzahl St. Georgener Vereine, die sich innerhalb eines Jahres in verschiedenen Sportarten messen. Mitmachen können zwölf verschiedene Vereine, die sich aus acht bis zwölf Teilnehmern pro Verein zusammensetzen.
Der Name Sanktgeorgiade ist eine Analogiebildung zum Begriff Olympiade.
St. Georgen beteiligt sich auch am Schwarzwald-Bike-Marathon.

## Persönlichkeiten

### Söhne und Töchter der Stadt
- Friedrich Ludwig von Schmoller (1795–1865), Kameralverwalter in Heilbronn
- Theodor Wintermantel (1878–1945), Jurist und Politiker
- Johann Weisser (1894–1951), Politiker (FDP)
- Emil Müller (1897–1958), Grafiker und Politiker (SPD)
- Gerhard Rau (1934–2022), evangelischer Theologe
- Jörg Grunert (* 1945), Geograph
- Bernd Hakenjos (1945–2006), Kunsthistoriker
- Bärbel Grässlin (* 1954), Kunsthändlerin
- Peter Baumgärtner (* 1958), Jazzmusiker
- Edgar Wolfrum (* 1960), Historiker
- Karola Kraus (* 1961), Kunsthistorikerin, Museumsdirektorin und Kuratorin
- Thomas Strittmatter (1961–1995), Schriftsteller
- Uwe Wolff (* 1962), Journalist und PR-Agent
- Evelyn Korsch (* 1963), Historikerin
- Achim Kessler (* 1964), Politiker (Die Linke)
- Rolf Bösinger (* 1966), Wirtschaftswissenschaftler und politischer Beamter (SPD)
- Markus Eiche (* 1969), Opernsänger (Bariton)

### Personen, die mit der Stadt verbunden sind
- Herbert Obergfell (* 1922), Fabrikant, Komplementär von Kieninger & Obergfell (KUNDO) in St. Georgen und Präsident vom Verband Deutsche Uhrenindustrie[17]
- Andrea Zietzschmann (* 1970), Kulturmanagerin, seit September 2017 Intendantin der Berliner Philharmoniker; wuchs in St. Georgen auf und besuchte das heutige Thomas-Strittmatter-Gymnasium[18][19]